# Museo nubiano

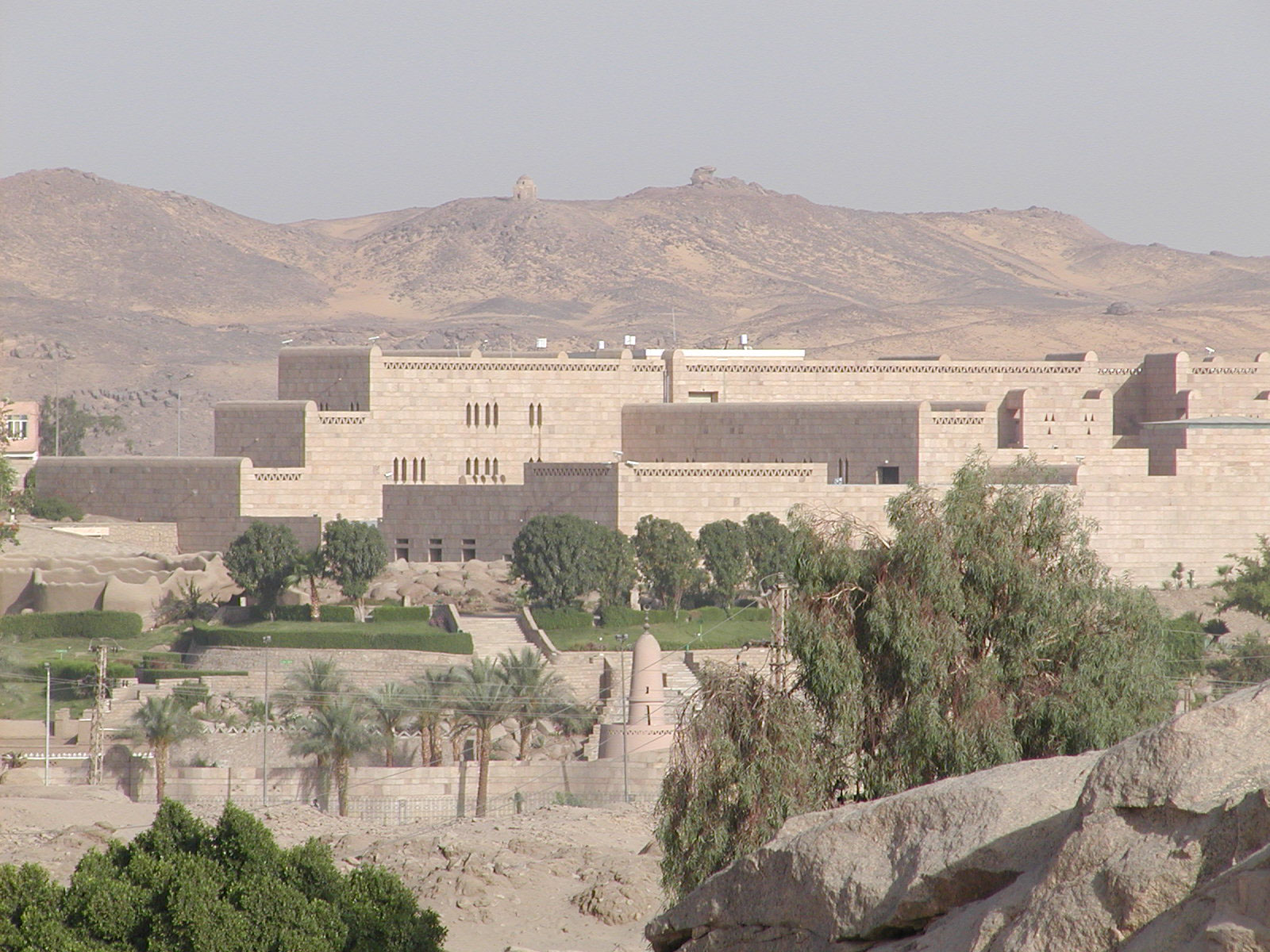
Museo nubiano

Il museo internazionale della Nubia, o museo nubiano, è un museo situato ad Assuan, su un'area di 50 000 metri quadrati, 7000 dei quali formano l'edificio, mentre il resto si trova nel giardino del museo.

## Descrizione
L'edificio è composto da tre piani di esposizione e soggiorno, oltre ad una biblioteca e ad un centro informazioni. La maggior parte del museo è occupato da pezzi monumentali, che presentano le fasi di sviluppo della cultura e della civiltà nubiana.
Tremila reperti archeologici risalgono a varie epoche: ere geologiche, i faraoni, l'impero romano, copti ed Islamici. La mostra gratuita comprende 90 pezzi monumentali rari, mentre le sale interne contengono 50 pezzi inestimabili risalenti alla preistoria, 503 di epoca faraonica, 52 di età copta, 103 islamica, 140 del periodo nubiano, oltre a 360 pezzi di Assuan.
Presso il Museo è stato ricostruito il "Circolo calendariale" di Nabta Playa.
Il museo fu completato con un costo di 75 milioni di sterline egiziane (8 milioni di euro al cambio del 2012), e fu inaugurato il 23 novembre 1997.

## Locazione geografica
Il museo fu costruito sulle pendici di una collina, il che ha permesso la ricostruzione del Nilo dalla sorgente in Etiopia e Sudan all'Egitto, ed è circondato da alcuni dei principali giardini botanici dell'Egitto.

## Amministrazione
Il capo direttore del museo nubiano è Ossama A.W Abd El Maguid. 'Ossama Hassoun' è un egittologo e membro dell'ICOM Saving Egyptian Culture Program.